# Vagabond (манґа)
Vagabond (яп. バガボンド, Bagabondo, укр. Волоцюга) — манґа у жанрі сейнен про життя японського мечника Міямото Мусасі, написана та проілюстрована Такехіко Іноуе. За основу історії було взято роман Ейдзі Йосікави «Мусасі». З вересня 1998 року манґа видавалася в журналі сейнен-манґи Morning (яп. モーニング). Станом на червень 2015 року вийшло 327 глав, які було зібрано у 37 танкобонів. У 2015 році публікацію було призупинено, але історію досі не закінчено.
Станом на грудень 2012 року, тираж манґи перевищив 82 мільйони копій, що зробило її однією з найбільш продаваних серій манги всіх часів.

## Сюжет
Історія починається в 1600 році, після вирішальної битви при Секігахарі. Двоє 17-річних підлітків, які брали участь на стороні, що зазнала поразки, Такедзо Шінмен і Матахачі Хоніден, лежать поранені на полі бою. Врешті їм вдається звідти втекти, і вони клянуться один одному стати сильніше. Вони знаходять тимчасовий прихисток у жінки на ім'я Око та її доньки Акемі, але незабаром на них нападає банда Цудзикадзе, і в безладі бійки їхні шляхи розходяться. Матахачі втікає разом з Око та Акемі. Вирішивши, що кинутий Такедзо загинув у нерівній бійці, він одружується з Око, стає випивайлом, забувши про власну клятву. Однак Такедзо перемагає навалу бандитів. Щоб стати кращим мечником, він вирішує стати бродягою та блукати світом, кидаючи виклик сильним супротивникам. Але, перед цим, Такедзо повертається до свого рідного містечка, села Міямото, щоб повідомити матері Матахачі, Осугі Хоніден, що її син живий. Осугі не вірить йому, бо Матахачі мав би повернутися додому в такому випадку. Вона звинувачує Такедзо у смерті сина, бо саме той підбив його своїм прикладом піти на війну. Мешканці села намагаються спіймати злочинця. Такедзо, у свою чергу, бореться зі своїми переслідувачами, але зрештою дає себе спіймати монаху Такуану Сохо. Той мав би стратити його, але натомість змушує переглянути мету свого життя. З самого дитинства не знав хлопчик любові, звик вважати, що сила — єдине, що може захистити і має сенс. Такуан дає йому нове ім'я, щоб остаточно розірвати зв'язок з минулим — Мусаші Міямото. Таким чином, Такедзо Шінмен того дня помер, але почалася історія іншої людини, яка покаже, як викувалася легенда про визнаного майстра меча.

## Процес створення
Читаючи роман «Мусаші», Такехіко Іноуе стало цікаво, як би він міг зобразити головного героя у форматі манґи. У нього вже була спортивна манґа Slam Dunk, що стала хітом, але він хотів створити серію, у якій би можна було обговорити з читачем більш фундаментальні питання, такі як життя і смерть, сенс буття людини, у чому полягає справжня велич тощо. Саме такий потенціал він побачив у манзі Vagabond. Замість того, щоб зобразити життя вже досвідченого Мусасі в його «просвітленому стані», про який часто писали, автор вирішив зобразити менш відомий відрізок життя героя — «молодого чоловіка, який досяг точки прозріння, пройшовши точку, де був більше схожий на тварину».
Щоб публікуватися у журналі, манґаці необхідно підлаштовуватися під його формат. Такехіко мав малювати 20-30 сторінок щотижня. Зберегти таку шалену продуктивність впродовж більш ніж десяти років, особливо маючи такий реалістичний стиль — важко. У 2009 році він заявив, що виконував щотижневий дедлайн завдяки тому, що мав малювати лише людей, а його п'ять помічників малювали фон.
У квітні 2009 року Іноуе сказав, що Vagabond може закінчитися «впродовж одного-двох років». Він стверджував, що ще не знає, чим саме все закінчиться, але впевнений, що робота увійшла до завершальної стадії. У січні 2010 року він підтвердив, що манґа закінчиться протягом року. Однак у вересні, під час перерви, через проблеми зі здоров'ям, Іноуе оголосив, що закінчення було відкладено до 2011 року. Трохи пізніше, у грудні того ж 2010 року, Іноуе опублікував оновлення на своєму вебсайті, заявивши, що Vagabond не повернеться, доки він не відновить «ентузіазм» щодо серіалу.
Через вісімнадцять місяців, у березні 2012 року, Vagabond повернувся до журналу Morning як щомісячний серіал. У лютому 2014 року манґа була перервана на чотири місяці, причиною чого було дослідження, над яким працював Іноуе. Серіал відновили лише в січні 2015 року. Наразі серія перебуває на тривалій перерві з 21 травня 2015 року. Останній розділ, вишедший на сьогодні — 327-й, «Чоловік на ім'я Тадаокі».